# Clinocera longifurca
Clinocera longifurca är en tvåvingeart som beskrevs av Axel Leonard Melander 1927. Clinocera longifurca ingår i släktet Clinocera och familjen dansflugor.
Artens utbredningsområde är Labradorhalvön. Inga underarter finns listade i Catalogue of Life.